# Роуз, Ава
Ава Роуз (англ. Ava Rose, род. 9 февраля 1986 года) — американская порноактриса, начавшая сниматься в порнофильмах с 2006 года, когда ей было 20 лет. Ава — старшая сестра Мии Роуз, также порноактрисы.
По данным на 2013 год, Ава Роуз снялась в 127 порнофильмах.

## Премии и номинации
- 2006 XRCO Award nominee — New Starlet[3]
- 2007 AVN Award nominee — Best New Starlet[4]
- 2007 FAME Award finalist — Favorite Oral Starlet[5]
- 2007 Adultcon Top 20 Adult Actresses[6]
- 2009 AVN Award nominee — Best Threeway Sex Scene — Caroline Jones and the Broken Covenant[7]
- 2009 AVN Award nominee — Best Group Sex Scene — Dark City[7]
- 2009 AVN Award nominee — Best Group Sex Scene — Roller Dollz[7]
- 2010 AVN Award nominee — Best All-Girl Group Sex Scene — Belladonna’s Road Trip: Cabin Fever[8]
- 2010 AVN Award nominee — Best Group Sex Scene — Pornstar Workout[8]